# 巴爾布爾西克
50°59′57″N 32°12′42″E / 50.99917°N 32.21167°E
巴爾布爾西克（烏克蘭語：Барбурське），是烏克蘭北部的村莊，隸屬切爾尼希夫州的普里盧基區。該村面積0.35平方公里，海拔高度128米，2001年人口22，人口密度每平方公里62.5人。